# Accident d'une Caravelle d'Aerovías Guatemala
 (décembre 2024).
L'accident d'une Caravelle d'Aerovías Guatemala s'est produit le 18 janvier 1986, lorsqu'un Sud-Aviation SE 210 Caravelle s'est écrasé contre une colline lors de l'approche sur l'aéroport international Mundo Maya, à Flores, au Guatemala, après un court vol depuis l'aéroport international La Aurora, à Guatemala City. Les 93 passagers et membres d'équipage à bord ont été tués, ce qui en fait la pire catastrophe aérienne de l'histoire du Guatemala.

## Avion
L'appareil impliqué est un Sud Aviation SE-210 Caravelle III, immatriculé HC-BAE et construit en 1960. La compagnie aérienne équatorienne SAETA a acheté l'avion en 1975; puis Aerovías Guatemala (en), une compagnie aérienne basée à Guatemala City, l'a loué à SAETA en 1985, en réponse au nombre croissant de touristes visitant le pays.

## Accident
Ce vol charter d'une durée de 40 minutes transportait des touristes guatémaltèques et étrangers de la ville de Guatemala City à l'aéroport international du Monde Maya, à Flores, à environ 270 km au nord-est de Guatemala City. Flores fait partie des nombreuses étapes pour les excursions touristiques vers l'ancienne ville maya de Tikal. 
L'appareil a décollé à 7h25, heure locale, de l'aéroport international La Aurora de Guatemala City, avec 87 passagers et 6 membres d'équipage à bord. Après environ 30 minutes de vol, l'équipage a reçu l'autorisation du contrôle aérien pour atterrir à l'aéroport Mundo Maya. Cependant, la première approche a débuté à une altitude trop élevée et l'avion a dépassé la piste.
Lors de la deuxième approche, l'avion s'est écrasé dans une zone boisée à flanc de colline, à environ 8 km de l'aéroport, et a pris feu immédiatement après le crash. Le dernier contact de la tour de contrôle avec l'équipage a eu lieu à 7h58, soit 33 minutes après le début du vol, sans aucun rapport indiquant une anomalie éventuelle. 
L'accident n'a laissé aucun survivant parmi les 87 passagers et 6 membres d'équipage présent à bord. L'avion a été complètement détruit dans l'accident.

## Enquête
L'enquête n'a pas permis de déterminer la cause exacte de l'accident; on estime que la faible visibilité induite par une couverture nuageuse à basse altitude peut avoir conduit les pilotes a perdre leur position exacte par rapport à l'aéroport, ce qui aurait conduit l'avion a s'écraser contre la colline.